# 히브리력

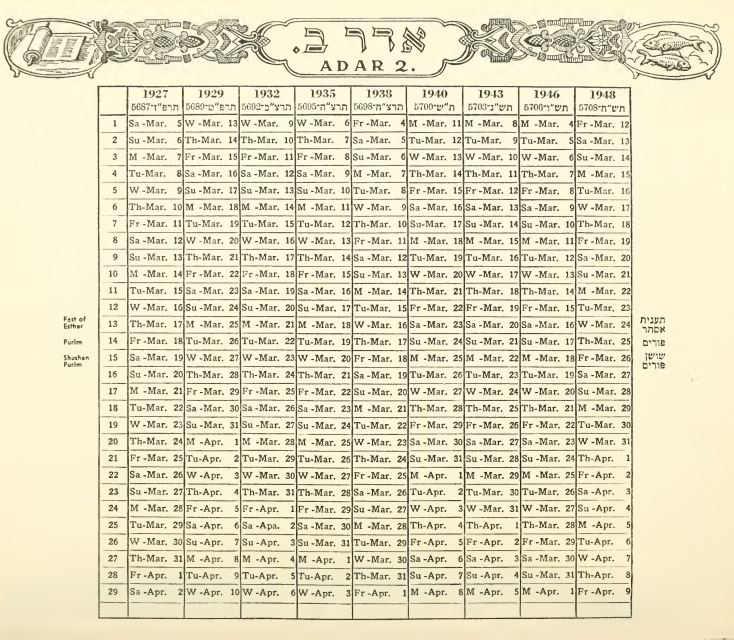
1927년에서 1948년 사이의 아다르 2세를 보여주는 유대력

히브리력(Hebrew calendar; 문화어: 유태력)은 유대인이 사용하는 태음태양력의 역법으로 유대력(Jewish calendar)이라고도 한다. 히브리인들은 처음에는 이슬람력과 같은 태음력을 썼으며, 이집트 유랑시절 태양력을 접한 후 바빌론 유수 시절부터 태음태양력을 사용하였다.

## 사용
유대력은 종교적 이유로 만들어진 태양력과 음력을 합친 것을 사용한다. 즉 1년이라고 하는 사시사철이 있는 큰 주기는 태양력을 따르지만 일, 월은 음력을 따른다. 그러다 보니 해마다 음력 12달로는 모자라서 윤달(Adar I)을 19년 동안 7번 집어넣는 방식을 사용한다. 달의 주기를 따라 한 달이 29일 또는 30일이 되기 때문에 1년이 353일 354 혹은 355일이 된다. 윤달이 있는 해는 30일이 더 늘어난다. 윤달을 (Adar I)으로 표시하고 본래 아달월을 (Adar II)로 표시하는데 부르기는 그 달(Adar II)을 아달 월이라 부른다.

## 히브리력의 윤년
히브리력에서는 19년 주기로 일곱 번의 아달 알레프(히브리어: אֲדָר, ‘첫째 아달월’)를 아달 베트(히브리어: אֲדָר, ‘둘째 아달월’) 앞에 끼워 넣는데, 정확히는 3, 6, 8, 11, 14, 17, 19번째 해에 윤달이 온다. 이 방법은 약 220년마다 1일의 오차가 발생한다.

## 설날과 역사

### 유대인들의 새해
유대력을 따른 1월 1일은 4가지로 간주하지만 유대인의 설날을 Rosh Hashana라고 부르고 이 날을 Happy New Year 하면서 명절로 모인다. 이 날은 창조의 기념일을 기리고 있다. 이날이 있는 달의 이름은 Tishri라 하는데 태양력으로는 9월 말 내지 10월 초경에 (추분을 지난) 달이 처음 뜨는 날이 된다. 그런데 달이 오후에 뜰 경우는 다음 날로 지키고 또 그 날이 일요일, 수요일, 금요일이 되면 역시 하루를 늦추는데, 이는 대 속죄일 Yom Kippur (Tishri 10일)이 금요일이나 일요일이 되는 것을 피하기 위함이다. 그 날 유대인들은 금식한다. 초막절 Sukkot 역시 이달 15일부터 22일로 지킨다.

### 역사
이와 같은 유대력의 시작은 기원 후 359년 산헤드린(유대인들의 자치의회이다. 로마제국은 제국에 반대하는 세력이나 민중운동에 대해서는 레기온을 동원한 진압, 십자가형 등의 폭력으로 분쇄했지만, 종교와 전통에 간섭하지 않고 자치를 허용했다. 한글성서에는 의회, 공회로 번역되어 있는데, 공회라는 번역은 신학지식이 없는 평신도들이 사도신경의 '거룩한 공회'와 혼동할 수 있다.(성서에 나오는 산헤드린은 의회로, 사도신경의 거룩한 공회는 거룩한 보편적 교회로 번역하자는 의견도 있다.) 회장 Hillel 2세로부터 시작되었다고 기록한다. 그런데 구약성서에 나오는 달력은 에스라 시대 바빌론의 달력을 따르고 있는데 첫 달을 유월절이 있는 Nisan 월로 간주한다. 태양력으로는 3~4월이 된다. 지금처럼 정확한 달을 계산하지 못했던 옛날의 제사장들은 봄이 되어 순례자들이 걸어 다니기 쉽고, 제사에 사용하는 양들을 잡기 쉬운 봄의 첫 달을 택했다. 그런데 날씨가 안 풀리면 다음 달을 잡았다.
유월절(15~22 Nisan)이 있는 그 달의 보름달이 지난 다음 주일은 기독교의 부활절이 되기에 기독교도 유대력을 따른 음력을 지킨다. 이슬람교도들의 라마단도 유대인들의 정초와 비슷할 때가 많은데 그들 또한 음력을 지킨다. 한국과 중국도 지키는 음력의 중요성은 세계적이라 할 수 있다.

## 유대력 1년(AM 1년)
1178년 마이모니데스에 의해 성문화된 이래로 유대력은 Anno Mundi('in the year of the world'라는 뜻의 라틴어, 약자로 AM 또는 A.M.) 기점을 사용해왔다. 2세기 랍비 요시 벤 할라프타(Jose ben halafta)의 계산에 의하면, 구약 마소라 본문(the Masoretic Text)에 근거할 때, 아담은 기원전 3760년에 창조되었다고 한다. 아담 창조일은, AM 1년(유대력 1년)의 시작일인 티쉬리월 1일(율리우스력 기원전 3761년 10월 7일 월요일)이 아니라, 약 1년 후인 AM 1년 엘룰월 25일(기원전 3760년에 해당)이라고 한다. 현대 역법(=양력)은 율리우스력 1582년 10월 4일의 다음날을 10월 15일로 보정한 그레고리력을 사용하고 있다. 따라서 1582년 10월 15일 이후의 날짜는 그레고리력에 의한 것이다. 2017년 4월 기준으로, AM 5777년, 즉 유대력 5777년(2016년 10월 2일 일몰 후 ~ 2017년 9월 20일 일몰 전)에 해당한다. 유대인들은 1시간을 1080 등분 하여 시간을 계산한다. 그리고 매번 새 달이 시작되는 시간을 오전 1시라고 부르는데 태양이 지고 난 후 5시간 204등분 후가 된다. 하루의 시작을 해 질 때부터 하기 때문이다.

## 하누카
유대 아이들이 가장 좋아하는 명절 하누카(Chanukah)는 (25 Kislev - 3 Tevet) 크리스마스와 겹치기 쉬운데 그 때는 부모들, 조부모들로부터 매일 선물을 하나씩 받는다.

## 히브리력의 월 이름과 바빌로니아력
아래의 도표에서 1월을 Nisan 월(태양력으로는 3~4월)로 표시한 것은 성경의 달력을 따른 것이지만, 현재의 유대력(민간력)으로는 7월이 된다. 유대력의 1월은 설날이 있는 Tishri 월(태양력으로는 9~10월)을 1월로 올려서 기록하는 것이 나을 것이다. 유대력이란 현재 유대인들이 사용하는 달력이며 유대력은 성경의 절기를 그대로 반영하기 때문이다. 새해를 맞은 후 열흘이 지나면 대 속죄일 (Tishri 10; Yom Kippur)이다. 유대인들은 종일 금식하며 속죄하는데 이스라엘에서는 이날 차들이 다니는 것을 보지 못한다. 닷새 후 보름달이 뜨면 초막절(Tishri 15~22; Sukkot)이 시작된다. 초막절은 축제의 날들이다. 첫 두 날은 휴일로 명절 음식을 먹으며 저녁에는 촛불을 켠다. 그리고 나흘간은 초막에 거하며 광야에서 하나님의 보호를 받으며 지냈던 것을 기억하며 찬양한다. 그리고 마지막 이틀 역시 휴일로 보내며 마지막 날 춤과 노래로 하나님께 감사드린다. 출애굽기와 레위기에 절기로 지키라는 초막절은 광야에서의 삶과 그 후 농경 생활을 하던 이스라엘 사람들의 수확을 감사하는 축제의 날들이며 미국 초기 필그림 들이 첫 수확을 하고 하나님께 추수 감사절로 드리는 계기가 되었다.
| 월(성서) | 월(민간력) | 월(태양력) | 히브리 이름                             | 한국어 표기                                           | 날짜 수      | 바빌론 이름 | 참고                                                          |
| -------- | ---------- | ---------- | --------------------------------------- | ----------------------------------------------------- | ------------ | ----------- | ------------------------------------------------------------- |
| 1        | 7          | 3~4        | Nisan / Nissan                          | 닛산월(에스더3:7) / 아빕월(출13:4,23:15,34:18,신16:1) | 30일         | Nisanu      | 유월절, 무교절, 초실절                                        |
| 2        | 8          | 4~5        | Iyyar / Iyar                            | 시브월(왕상6:1,37)                                    | 29일         | Ayaru       | Pesach Sheni, Lag B'Omer                                      |
| 3        | 9          | 5~6        | Sivan / Siwan                           | 시완월                                                | 30일         | Simanu      | 오순절                                                        |
| 4        | 10         | 6~7        | Tammuz / Tamuz                          | 담무스월                                              | 29일         | Dumuzu      | Seventeenth of Tammuz                                         |
| 5        | 11         | 7~8        | Av / Ab                                 | 아브월                                                | 30일         | Abu         | Tisha B'Av, Tu B'Av                                           |
| 6        | 12         | 8~9        | Elul                                    | 엘룰월                                                | 29일         | Ululu       |                                                               |
| 7        | 1          | 9~10       | Tishri / Tishrei                        | 디스리월 / 에다님월(왕상8:2)                          | 30일         | Tashritu    | 민간력 1월, 욤 키푸르, 초막절, Shemini Atzeret, Simchat Torah |
| 8        | 2          | 10~11      | Marheshvan / (Mar)cheshvan, Marcheshwan | 말케스월 / 불월(왕상6:38)                             | 29 또는 30일 | Arakhsamna  |                                                               |
| 9        | 3          | 11~12      | Kislev / Kislev, Chisleu, Chislev       | 키슬레브월                                            | 30 또는 29일 | Kislimu     | 하누카                                                        |
| 10       | 4          | 12~1       | Tevet / Tebeth                          | 데벳월                                                | 29일         | Tebetu      | Tenth of Tevet                                                |
| 11       | 5          | 1~2        | Shvat / Shevat, S(h)ebat                | 스밧월                                                | 30일         | Shabatu     | Tu Bishvat                                                    |
| 12       | 6          | 2~3        | Adar I                                  | 아달월 1                                              | 30일         | Adaru       | 이달은 윤년에만 있습니다.                                     |
| 13       | 6          | 2~3        | Adar / Adar II                          | 아달월 (2)                                            | 29일         | Adaru       | 해마다 있으며 윤년에만 Adar II 로 취급, 부림절                |

## 같이 보기
- 역법
- 태음태양력
- 바빌로니아력
- 절기
- 윤달